# Le Hohwald
Le Hohwald est une commune française située dans la circonscription administrative du Bas-Rhin et, depuis le 1er janvier 2021, dans le territoire de la Collectivité européenne d'Alsace, en région Grand Est.
Cette commune se trouve dans la région historique et culturelle d'Alsace.

## Géographie

### Localisation
Le ban de la commune du Hohwald s'étend entre 600 et 1 100 m d’altitude. Le centre du village est situé à une altitude de 600 mètres et se niche dans une clairière, à proximité de montagnes et de forêts de sapins et de hêtres.
Il est situé à six kilomètres au sud-ouest du mont Sainte-Odile, à 13 km d'Obernai, à 37 km de Strasbourg et à 45 km de Colmar. L'accès y est facilité en prenant la voie rapide A35 (sortie 13). La commune du Hohwald dépend du canton d'Obernai et de l'arrondissement de Sélestat-Erstein. Le ban de la commune du Hohwald occupe une superficie d'environ 20 km2, allant de la Vallée jusqu'au Champ du Feu. Le Hohwald est une étape de la partie vosgienne (versant alsacien) du sentier de grande randonnée GR 5 et du sentier européen E2.

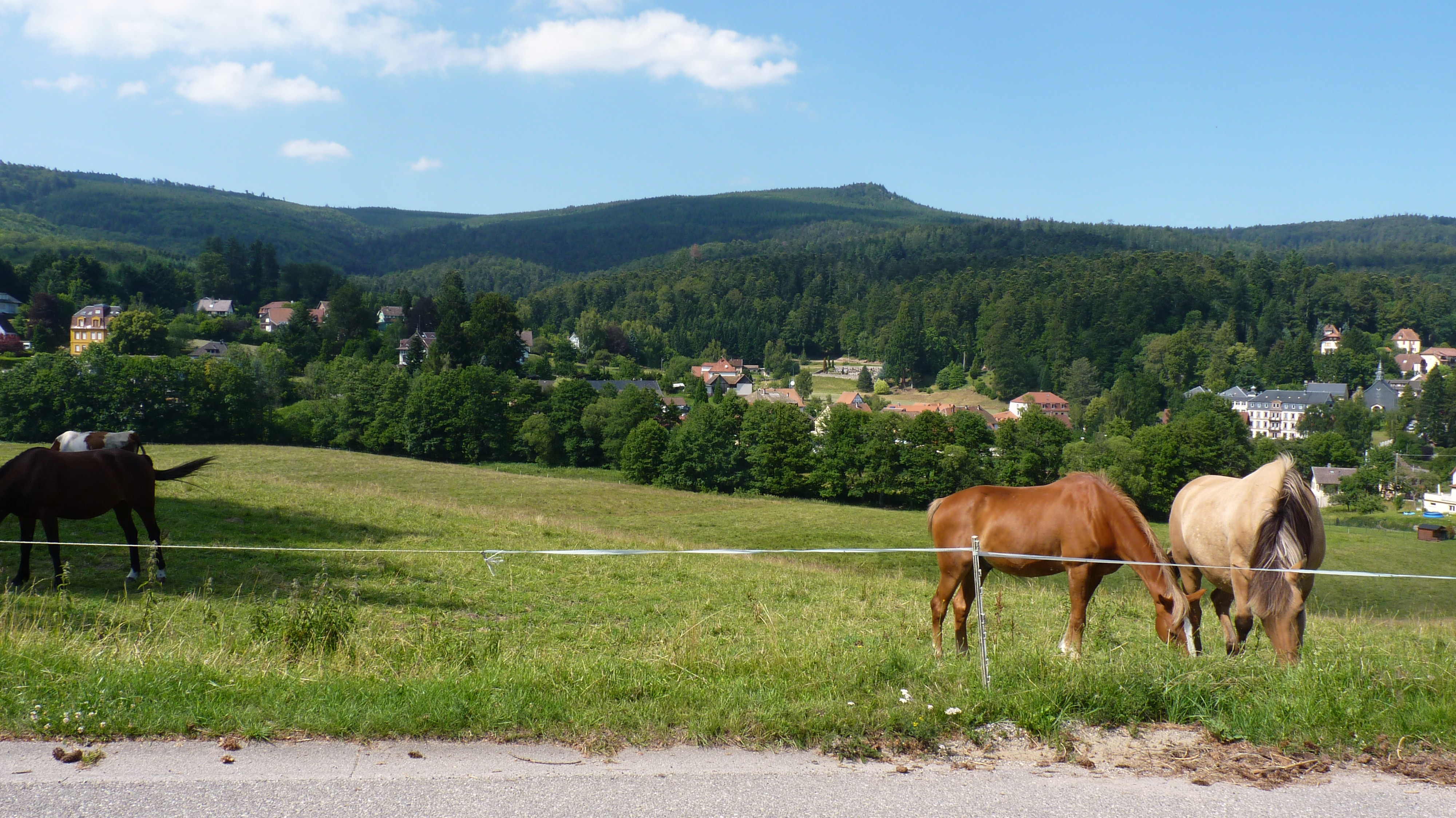
Vue sur la partie est du village du Hohwald.

### Communes limitrophes
| Neuviller-la-Roche |            | Ottrott, Saint-Nabor |
| Belmont            | du Hohwald | Barr, Andlau         |
| Breitenbach        | Albé       | Reichsfeld           |

### Cours d'eau
- L'Andlau.

### Hameaux et écarts
- Le col du Kreuzweg (768 mètres d'altitude)
- Zundelpkopf
- Le Champ du feu (1 090 mètres d'altitude)

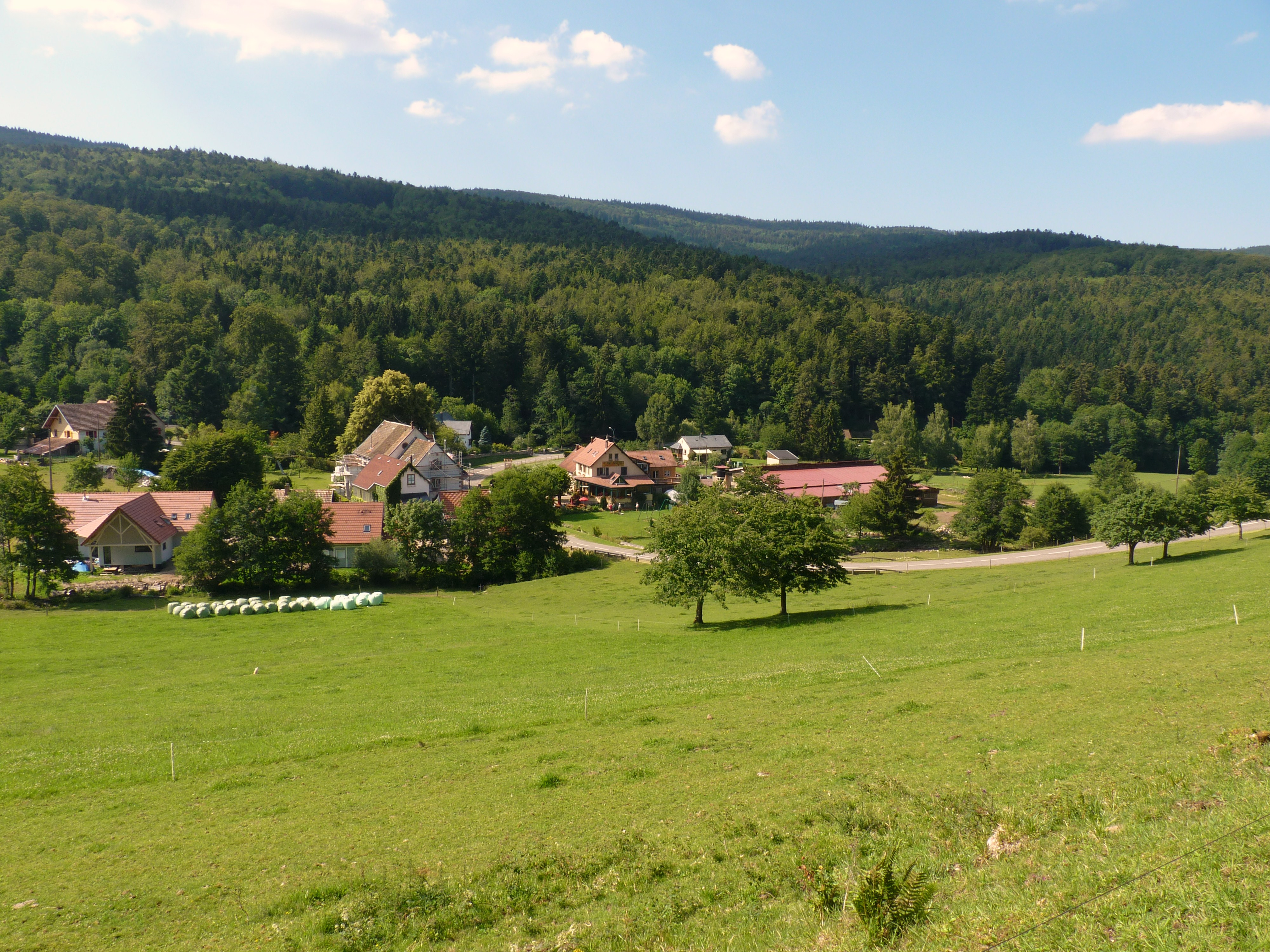
Écart dans la partie nord du Hohwald en direction du col du Kreuzweg.

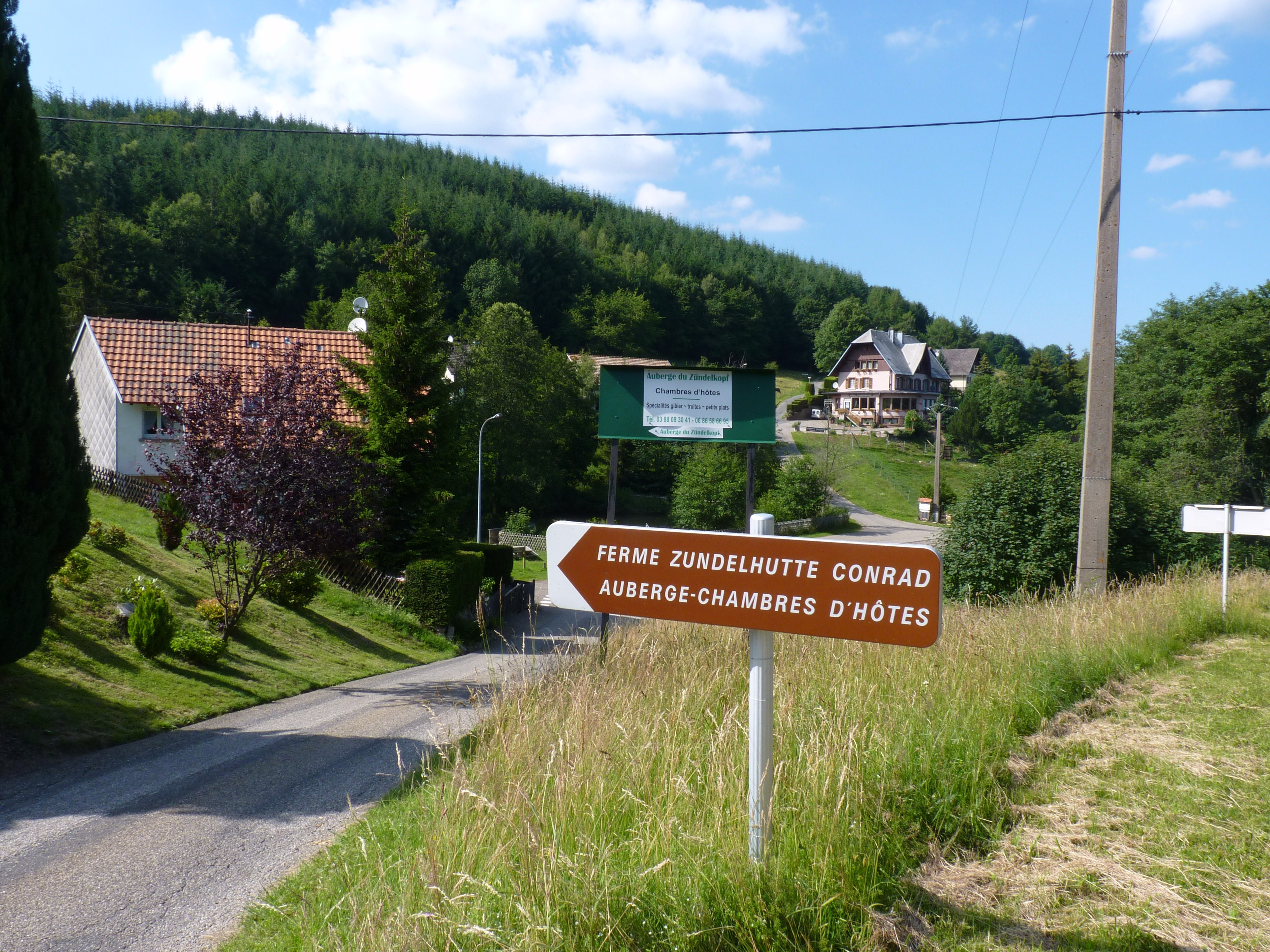
Il existe au Hohwald de nombreuses fermes transformées en chambres d'hôtes. Ici la ferme auberge Zundelmutte située au col du Kreuzweg.

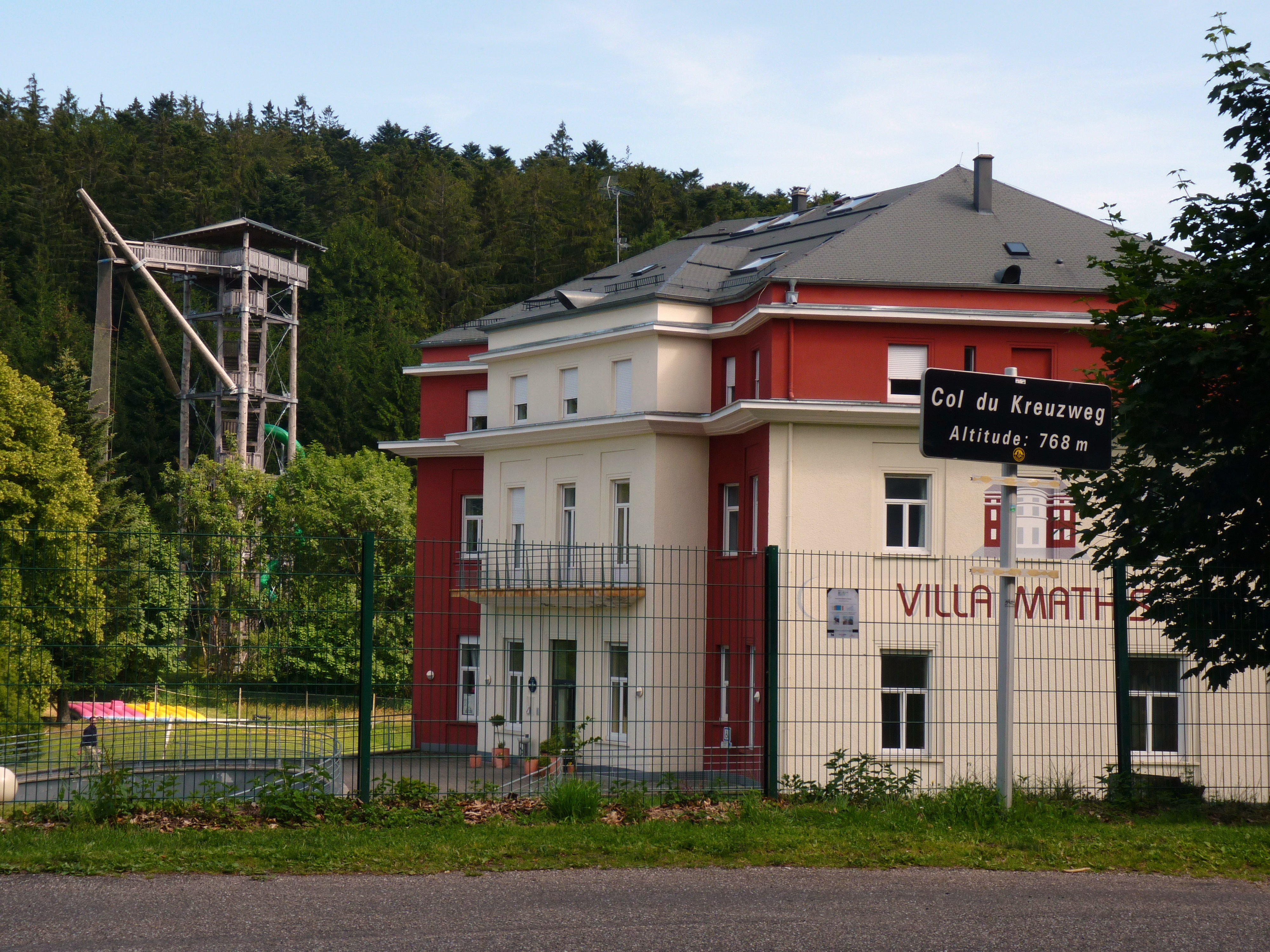
Villa Mathis au col du Kreuzweg (768 mètres d'altitude).

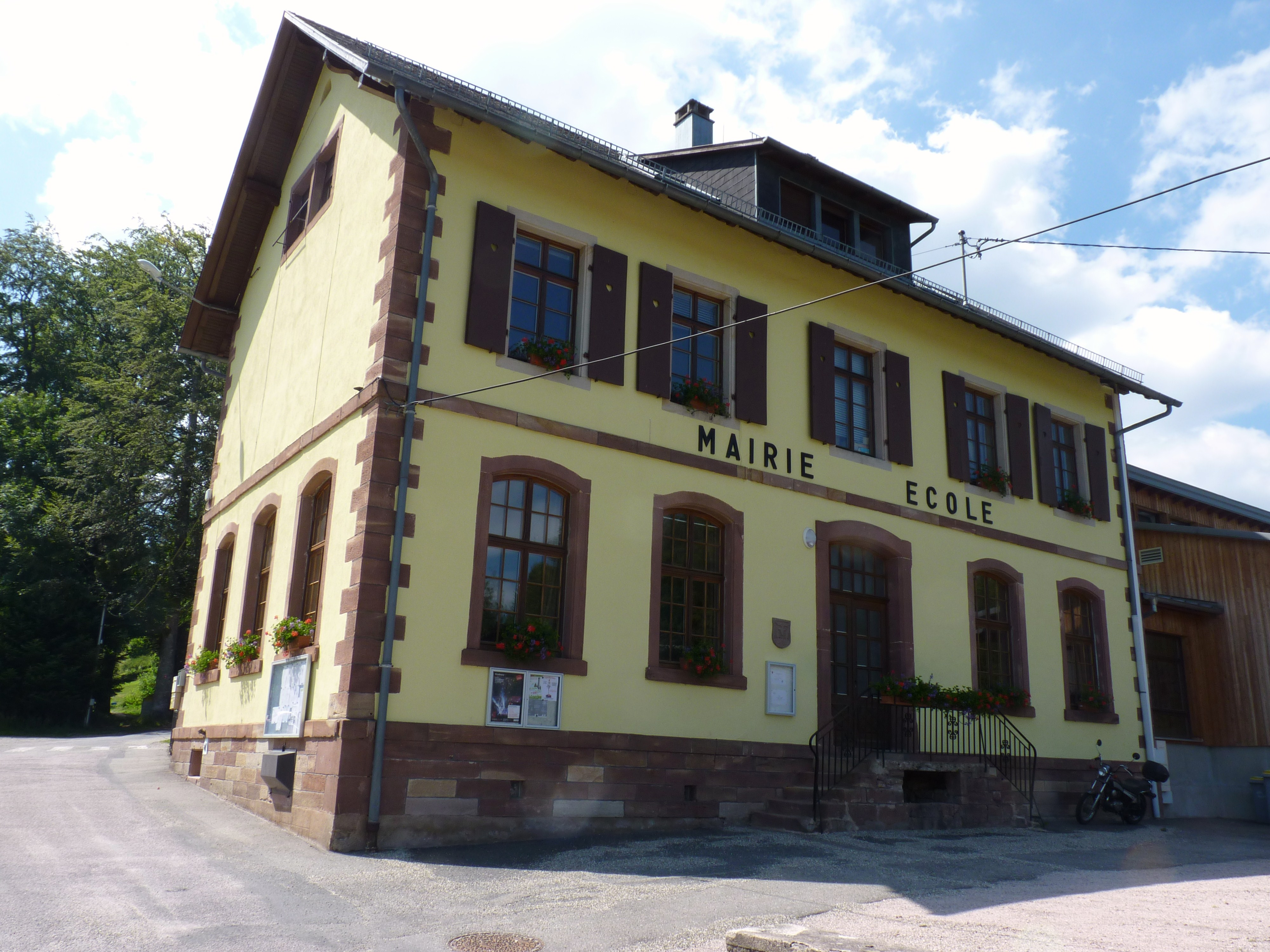
École du Hohwald.

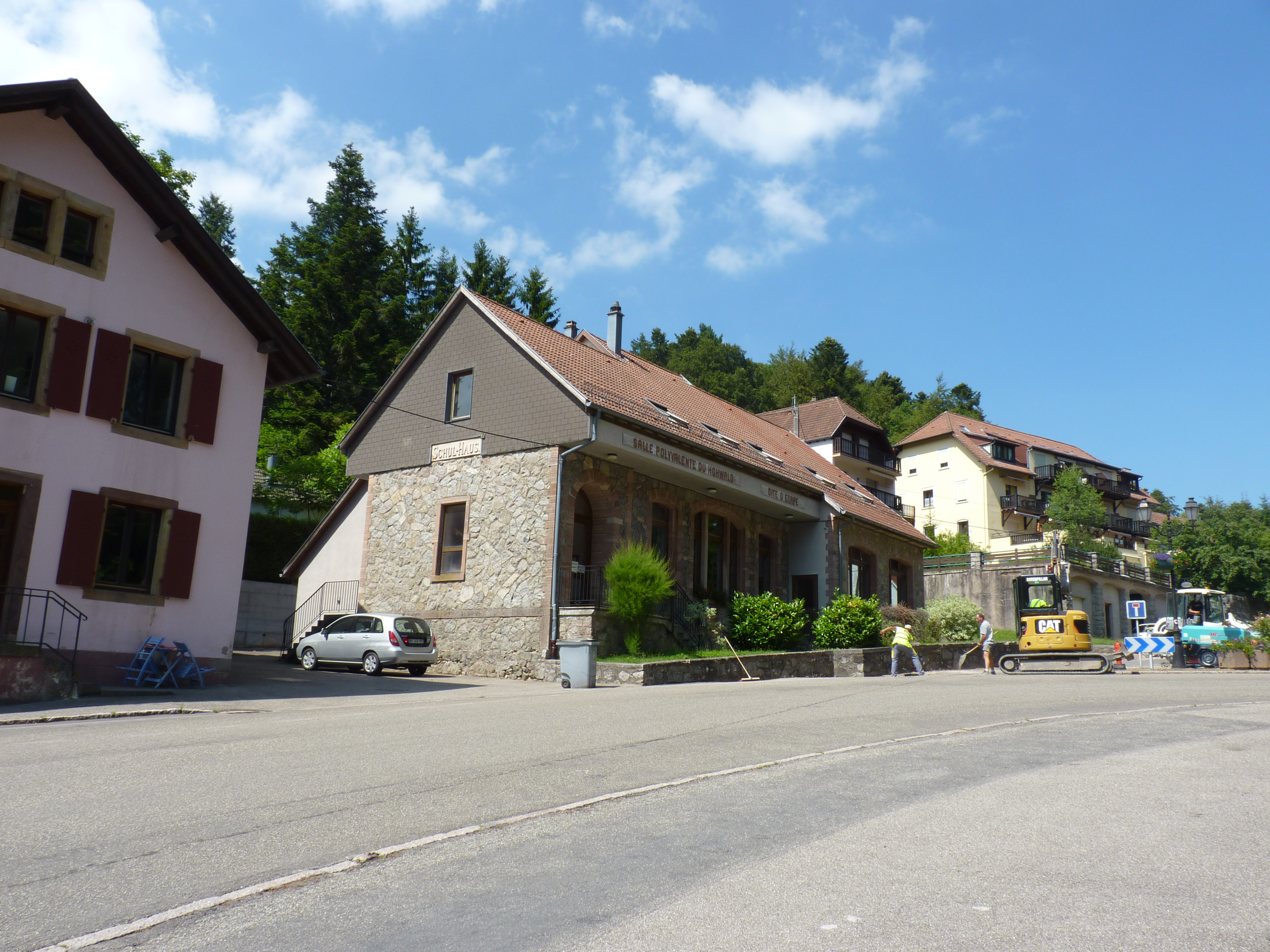
Salle polyvalente du Hohwald.

- Altmelkerei (940 mètres d'altitude) ou « Chaume des Veaux »
- Neu-Melkerei
- Kälberhütte (près du col du Kreuzweg)
- Försterguth
- Zundelhutte
- Furstenplatz
- Weidenthalhof
- Louisenthal
- Das Eck
- Sperberbächel-Hof (ruisseau des éperviers)

### Les hameaux
Le Hohwald possède plusieurs hameaux qui sont disséminés à travers toute l'étendue du village et à des altitudes variées. Le plus bas est celui de la vallée, à 450 mètres et le plus haut celui du Champ du Feu à 1 090 mètres. À l'origine, tous les hameaux étaient recouverts par la forêt et furent construits de toutes pièces après la Révolution, à l'époque ou tous les seigneurs de la vallée furent dépossédés de leurs biens. La famille Choiseul, qui possédait des biens dans la vallée, fut contrainte à l'exil ; tous ses biens furent confisqués et vendus à la Révolution, le 11 octobre 1791. Aujourd'hui, la plupart des hameaux sont occupés par des métairies et quelques maisons.

### Hydrographie
La commune est dans le bassin versant du Rhin au sein du bassin Rhin-Meuse. Elle est drainée par l'Andlau, le ruisseau Grand Breitenbach, le ruisseau Grand Rohrbach, le ruisseau Kaltenbaechel, le ruisseau l'Andlau, le ruisseau le Lilsbach et le ruisseau Luttenbaechel,.
L'Andlau, d'une longueur de 42 km, prend sa source dans la commune  et se jette  dans l'Ill à Illkirch-Graffenstaden, après avoir traversé 21 communes. 

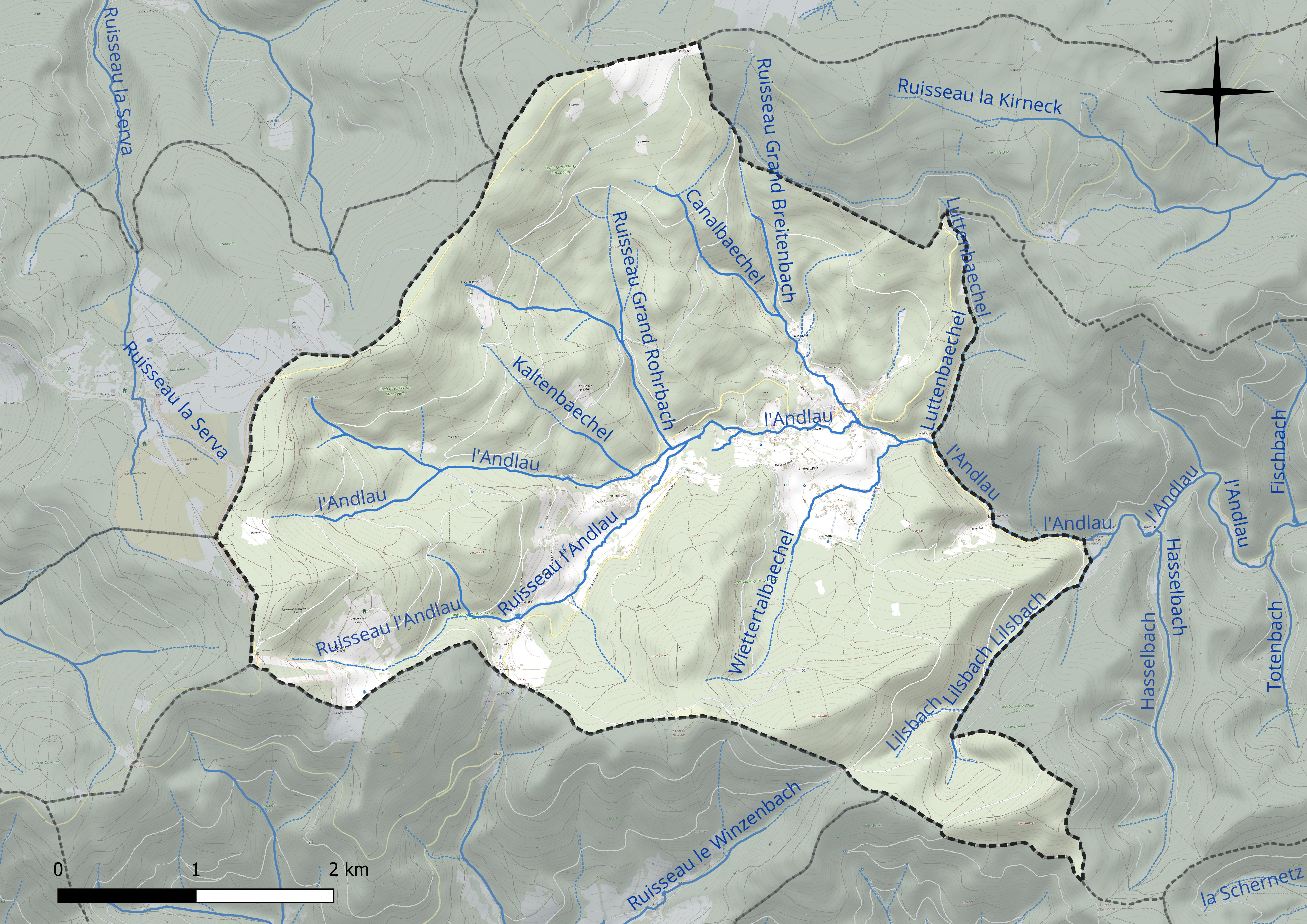
Réseau hydrographique du Hohwald.

Un plan d'eau complète le réseau hydrographique : l'étang du Zundelkopf (0,1 ha),.

### Climat
Pour des articles plus généraux, voir Climat du Grand Est et Climat du Bas-Rhin.
En 2010, le climat de la commune est de type climat de montagne, selon une étude du Centre national de la recherche scientifique s'appuyant sur une série de données couvrant la période 1971-2000. En 2020, Météo-France publie une typologie des climats de la France métropolitaine dans laquelle la commune est exposée à un climat semi-continental et est dans la région climatique  Vosges, caractérisée par une pluviométrie très élevée (1 500 à 2 000 mm/an) en toutes saisons et un hiver rude (moins de 1 °C). 
Pour la période 1971-2000, la température annuelle moyenne est de 8,5 °C, avec une amplitude thermique annuelle de 16,6 °C. Le cumul annuel moyen de précipitations est de 1 152 mm, avec 12 jours de précipitations en janvier et 11,1 jours en juillet. Pour la période 1991-2020, la température moyenne annuelle observée sur la station météorologique installée sur la commune est de 8,8 °C et le cumul annuel moyen de précipitations est de 1 129,1 mm. 
La température maximale relevée sur cette station est de 35,6 °C, atteinte le 25 juillet 2019 ; la température minimale est de −20,5 °C, atteinte le 7 février 1991,,. 
| Mois                                  | jan.             | fév.             | mars           | avril         | mai             | juin           | jui.          | août           | sep.         | oct.          | nov.           | déc.           | année      |
| ------------------------------------- | ---------------- | ---------------- | -------------- | ------------- | --------------- | -------------- | ------------- | -------------- | ------------ | ------------- | -------------- | -------------- | ---------- |
| Température minimale moyenne (°C)     | −2               | −2,2             | 0,3            | 3             | 6,8             | 10             | 11,7          | 11,8           | 8,5          | 5,3           | 1,3            | −1,1           | 4,5        |
| Température moyenne (°C)              | 1                | 1,4              | 4,6            | 8             | 11,9            | 15,4           | 17,3          | 17,2           | 13,2         | 9,2           | 4,6            | 1,8            | 8,8        |
| Température maximale moyenne (°C)     | 4                | 4,9              | 8,8            | 13,1          | 17,1            | 20,8           | 22,9          | 22,7           | 18           | 13,2          | 7,8            | 4,7            | 13,2       |
| Record de froid (°C) date du record   | −15,5 02.01.1997 | −20,5 07.02.1991 | −18,1 01.03.05 | −8,6 04.04.22 | −2,6 15.05.1995 | 0,5 05.06.1991 | 3,1 23.07.08  | 2,6 30.08.1998 | 0 18.09.1996 | −6,2 29.10.12 | −12 23.11.1998 | −20,2 20.12.09 | −20,5 1991 |
| Record de chaleur (°C) date du record | 16,8 30.01.02    | 19,1 25.02.21    | 22,2 31.03.21  | 26,7 28.04.12 | 30 29.05.17     | 33,8 30.06.19  | 35,6 25.07.19 | 34,8 07.08.15  | 30 20.09.03  | 25,6 13.10.23 | 20 07.11.15    | 17,4 24.12.12  | 35,6 2019  |
| Précipitations (mm)                   | 114,1            | 95,7             | 97,8           | 70,4          | 98,5            | 82,9           | 80            | 77,7           | 75,4         | 104,5         | 102,5          | 129,6          | 1 129,1    |

| Diagramme climatique                                  |             |            |           |             |            |            |              |           |              |             |              |
| J                                                     | F           | M          | A         | M           | J          | J          | A            | S         | O            | N           | D            |
| 4−2114,1                                              | 4,9−2,295,7 | 8,80,397,8 | 13,1370,4 | 17,16,898,5 | 20,81082,9 | 22,911,780 | 22,711,877,7 | 188,575,4 | 13,25,3104,5 | 7,81,3102,5 | 4,7−1,1129,6 |
| Moyennes : • Temp. maxi et mini °C • Précipitation mm |             |            |           |             |            |            |              |           |              |             |              |

Les paramètres climatiques de la commune ont été estimés pour le milieu du siècle (2041-2070) selon différents scénarios d'émission de gaz à effet de serre à partir des nouvelles projections climatiques de référence DRIAS-2020. Ils sont consultables sur un site dédié publié par Météo-France en novembre 2022.

## Urbanisme

### Typologie
Au 1er janvier 2024, Le Hohwald est catégorisée commune rurale à habitat dispersé, selon la nouvelle grille communale de densité à sept niveaux définie par l'Insee en 2022.
Elle est située hors unité urbaine et hors attraction des villes,.

### Occupation des sols
L'occupation des sols de la commune, telle qu'elle ressort de la base de données européenne d’occupation biophysique des sols Corine Land Cover (CLC), est marquée par l'importance des forêts et milieux semi-naturels (88,6 % en 2018), une proportion identique à celle de 1990 (88,6 %). La répartition détaillée en 2018 est la suivante : 
forêts (88,6 %), prairies (8 %), zones urbanisées (2,7 %), zones agricoles hétérogènes (0,7 %). L'évolution de l’occupation des sols de la commune et de ses infrastructures peut être observée sur les différentes représentations cartographiques du territoire : la carte de Cassini (XVIIIe siècle), la carte d'état-major (1820-1866) et les cartes ou photos aériennes de l'IGN pour la période actuelle (1950 à aujourd'hui).

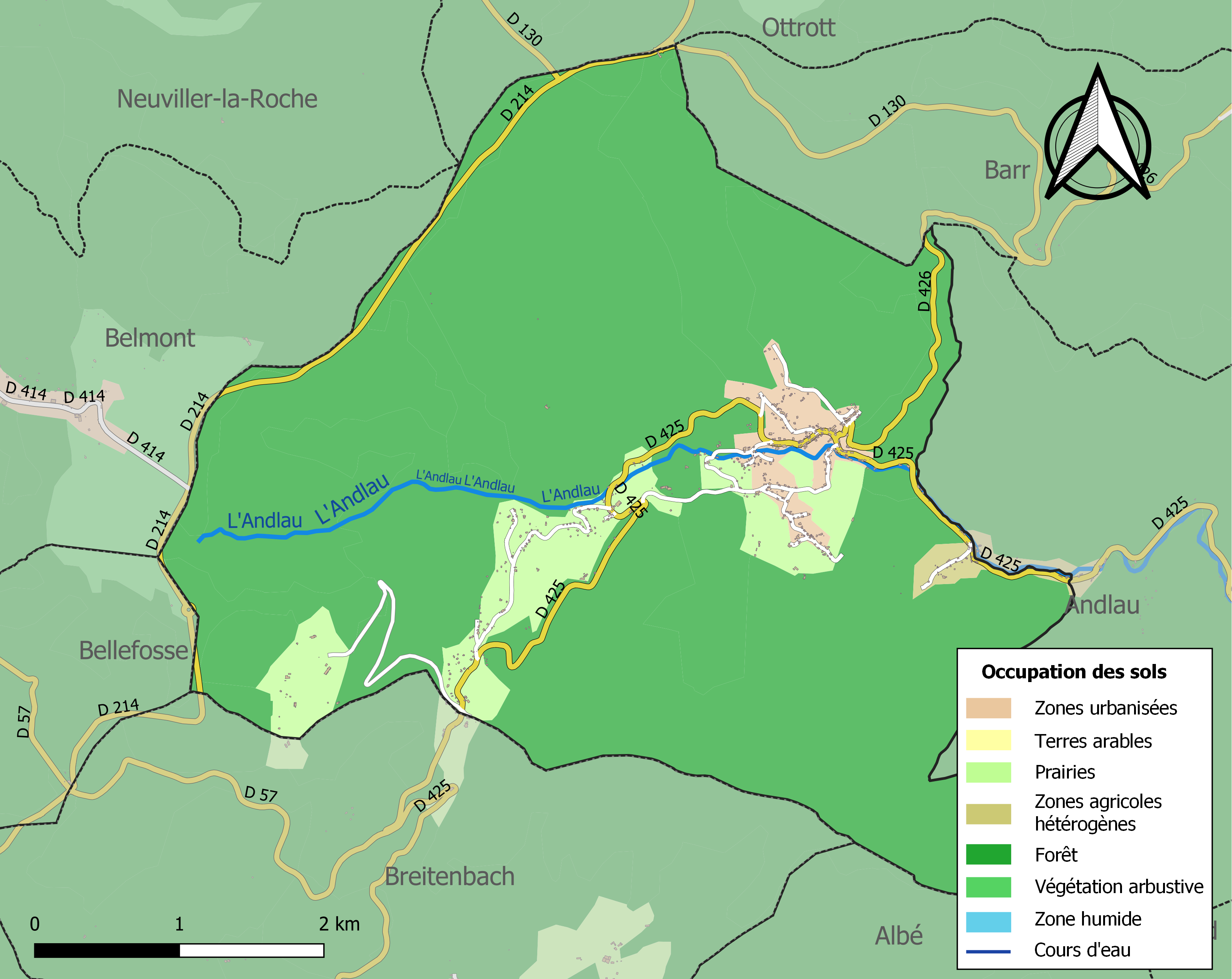
Carte des infrastructures et de l'occupation des sols de la commune en 2018 (CLC).

## Histoire
Le Hohwald, qui est une commune encore jeune, doit sa naissance à un décret de la cour de Colmar du 16 avril 1867. Elle regroupe différents hameaux qui ont fait partie administrativement de cinq communes : Breitenbach, Erlenbach, Barr, Andlau et Ottrott et étaient regroupés en une seule entité comprenant environ 500 habitants à sa naissance. Vers la fin du Moyen Âge, le territoire est partagé par trois copossesseurs : l'évêque de Strasbourg avec les seigneurs du Val de Villé en copropriété, la seigneurie de Barr et l'abbaye d'Andlau.
Les premiers habitants du Hohwald se fixent semble-t-il après la guerre de Trente Ans. La ville de Strasbourg propriétaire des terrains encourage la venue d'immigrés de Suisse (anabaptistes pour la plupart) pour s'établir dans la contrée. Ils s'établissent le plus souvent vers les chaumes pour y pratiquer l'élevage et défricher les terres. Ils construisent peu à peu des fermes et des scieries pour exploiter le bois, qui deviendront par la suite des hameaux. Mais le territoire ne se développe véritablement qu'à partir du milieu du XVIIe siècle.
À partir du XIXe siècle, Le Hohwald sort de son isolement grâce à la construction de routes et d'une voie ferrée. Une station climatique voit le jour et de nombreuses personnalités de toute l'Europe y viennent au début du XXe siècle.
Pendant tout le XIXe siècle, le Hohwald est connu comme une station touristique de renommée mondiale. Quelques riches Strasbourgeois y installent leur résidence secondaire et certaines fermes sont aménagées en pension ou en hôtel.
Des personnalités importantes du monde politique ou artistique, comme Sarah Bernhardt (1844-1923), l'acteur Benoît Constant Coquelin dit Coquelin aîné (1841-1909), le maréchal Joffre (1852-1931), le chancelier Konrad Adenauer (1876-1967) ou encore la reine Juliana des Pays-Bas (1909-2004) firent du Hohwald leur lieu de villégiature pendant la belle saison. Émile Mathis (1880-1956), le constructeur des automobiles Mathis dans l'entre-deux-guerres (usines à La Meinau, quartier sud-ouest de Strasbourg), y a construit la villa Mathis, typique du style Art déco des années trente – due à l'architecte Armand-Albert Rateau – dans laquelle il venait se ressourcer et où il accueillait les personnalités politiques et industrielles de l'époque.
Le Hohwald est recouvert par une vaste étendue de forêts, environ 9/10e, dont la grande partie appartient à la ville de Strasbourg.

## Population et société

### Démographie
L'évolution du nombre d'habitants est connue à travers les recensements de la population effectués dans la commune depuis 1871. Pour les communes de moins de 10 000 habitants, une enquête de recensement portant sur toute la population est réalisée tous les cinq ans, les populations de référence des années intermédiaires étant quant à elles estimées par interpolation ou extrapolation. Pour la commune, le premier recensement exhaustif entrant dans le cadre du nouveau dispositif a été réalisé en 2008.

En 2022, la commune comptait 512 habitants, en évolution de +1,79 % par rapport à 2016 (Bas-Rhin : +3,17 %, France hors Mayotte : +2,11 %).
| 1871 | 1875 | 1880 | 1885 | 1890 | 1895 | 1900 | 1905 | 1910 |
| ---- | ---- | ---- | ---- | ---- | ---- | ---- | ---- | ---- |
| 691  | 649  | 682  | 648  | 629  | 624  | 612  | 646  | 643  |

| 1921 | 1926 | 1931 | 1936 | 1946 | 1954 | 1962 | 1968 | 1975 |
| ---- | ---- | ---- | ---- | ---- | ---- | ---- | ---- | ---- |
| 575  | 601  | 582  | 599  | 655  | 588  | 465  | 480  | 461  |

| 1982 | 1990 | 1999 | 2006 | 2008 | 2013 | 2018 | 2022 | - |
| ---- | ---- | ---- | ---- | ---- | ---- | ---- | ---- | - |
| 402  | 360  | 386  | 469  | 492  | 513  | 508  | 512  | - |

## Culture locale et patrimoine

### Lieux et monuments

#### Neuntelstein
Le Neuntelstein est un sommet granitique de la commune du Hohwald, culminant à 971 m d'altitude. Il se trouve à 7 km du centre du village, et dépasse d'une trentaine de mètres la chaîne de montagnes du nord de la vallée de l'Andlau, ce qui permet d'avoir une vue dégagée sur le massif du mont Sainte-Odile, la plaine d'Alsace et par temps clair, la Forêt-Noire et les Alpes.
Le Neuntelstein est connu dans la communauté des grimpeurs pour ses nombreuses voies d'escalade équipées, au nombre de 50, d'une hauteur de 15 m à 25 m, avec des cotations allant du 3b  (avec la voie nommée « les 3 mousquetons ») au 7b (avec la voie appelée « la bovary »). Le massif se compose sur la gauche d'une grande dalle orientée plein sud, adaptée aux enfants ou aux grimpeurs débutants.
Certains versants du Neuntelstein sont également adaptés à l'escalade de bloc, de par leur forme et leur hauteur peu importante.

#### Cascade du Kreuzweg

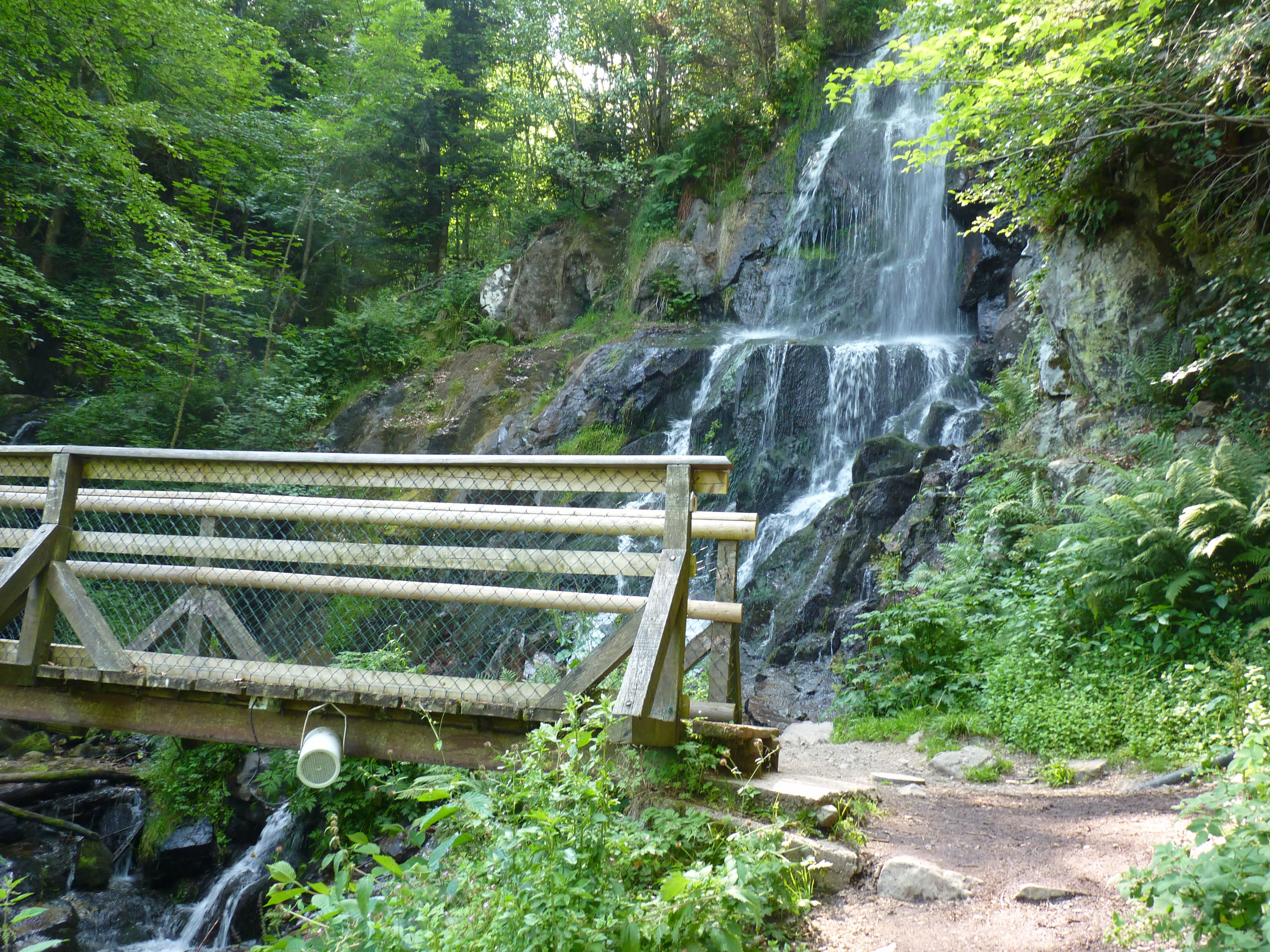
La cascade du Kreuzweg.

Il existe dans les alentours du Hohwald toute une série de ruisseaux qui serpentent les collines pour aller rejoindre l'Andlau jusqu'au Rhin. À la sortie de la vallée, vers le Kreuzweg, existe une belle cascade qui fait l'objet de visites régulières de la part des touristes de passage.

#### Stèle de Karsakov
Deux diplomates russes du nom de Karsakov ont effectué plusieurs séjours au Hohwald en souhaitant être inhumés dans la commune. Le père, décédé au Hohwald en 1882, et le fils trois ans après, sont enterrés dans le même caveau. La tombe des Karsakov est située dans le parc du Séquoia au Louisenthal.

#### Les quatre pierres

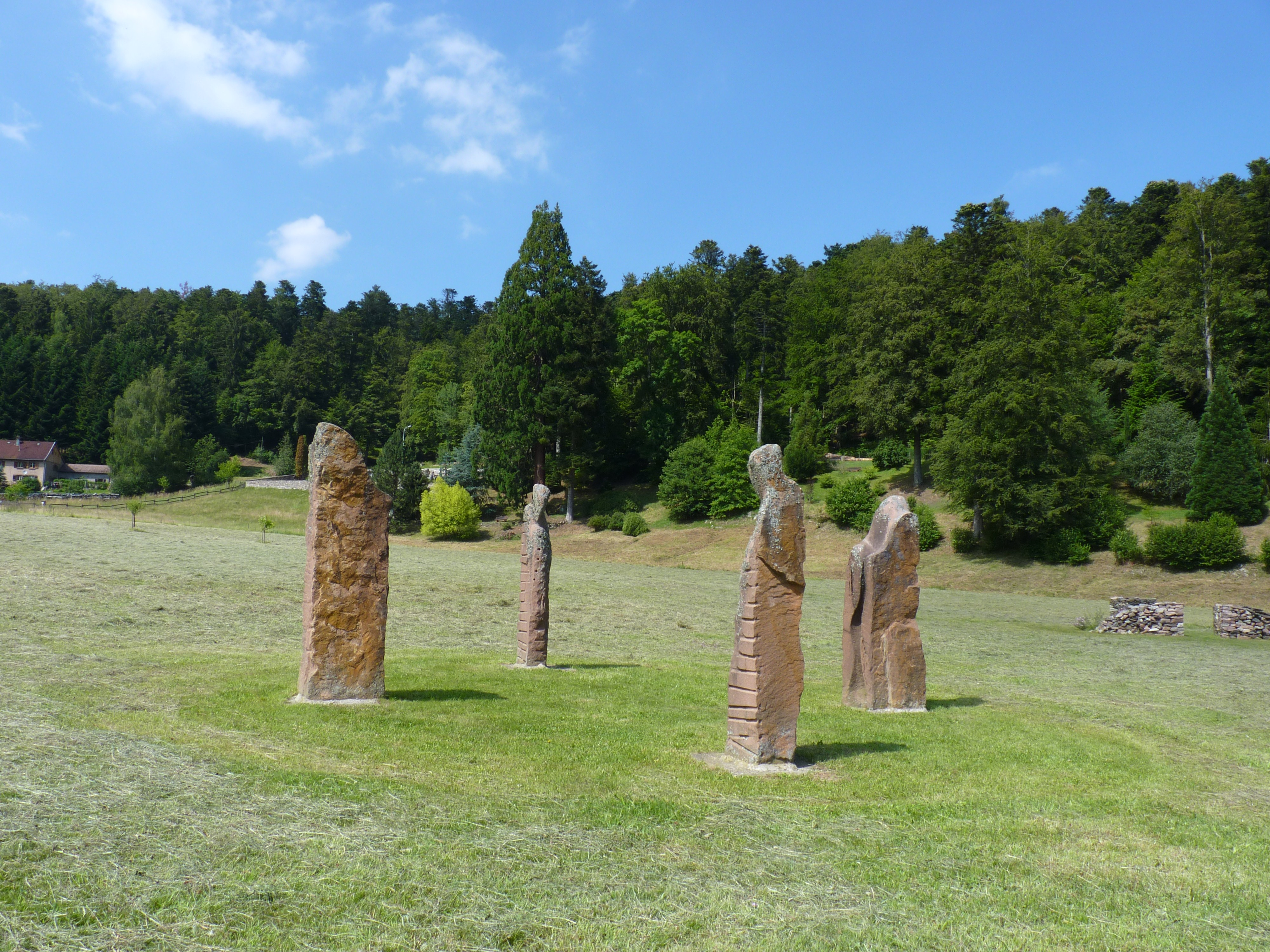
Les Quatre Pierres, œuvre d'Annette Bucher et de Stephan Roher.

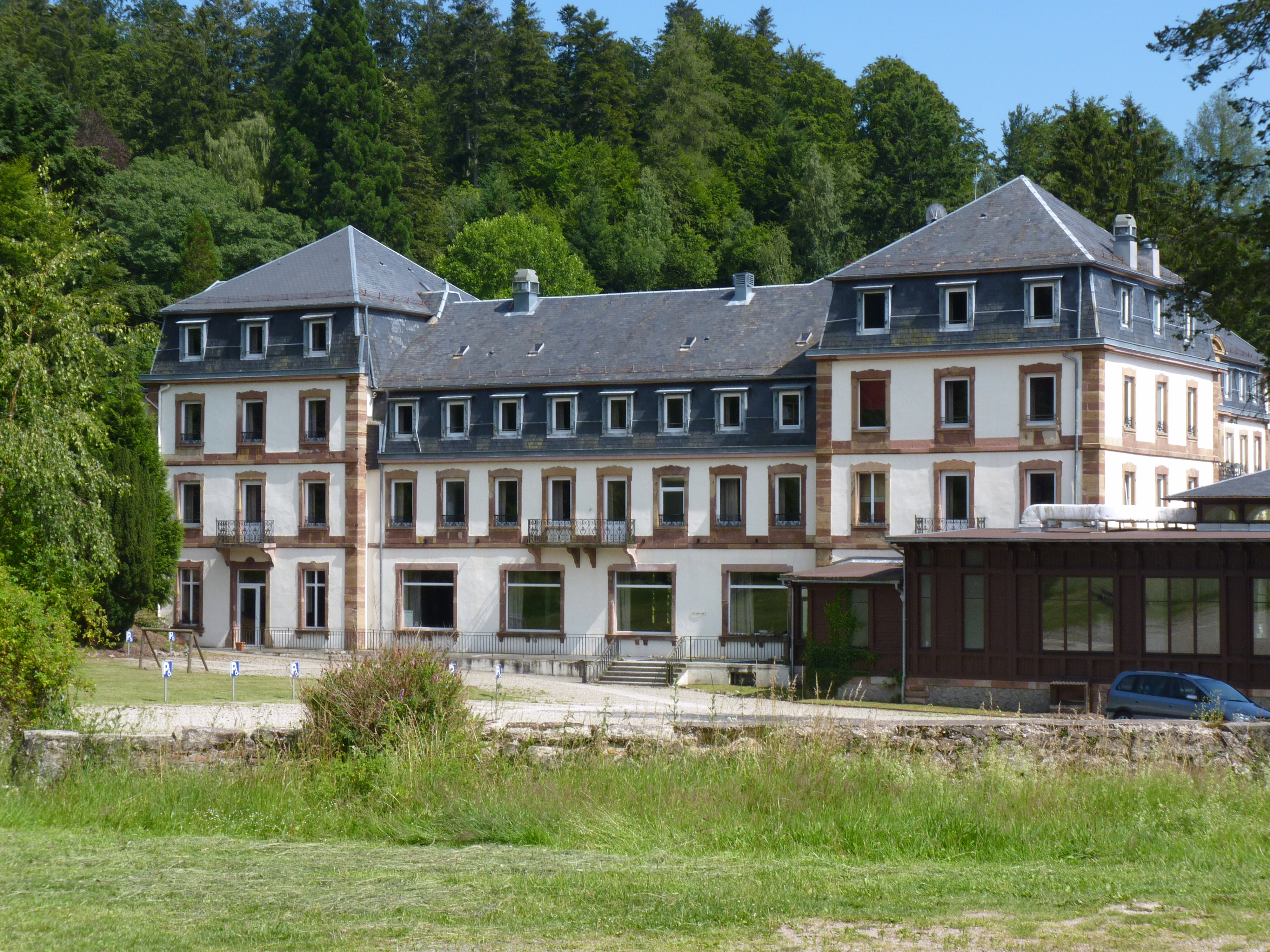
Le Grand Hôtel, fréquenté pendant longtemps par d'illustres personnalités.

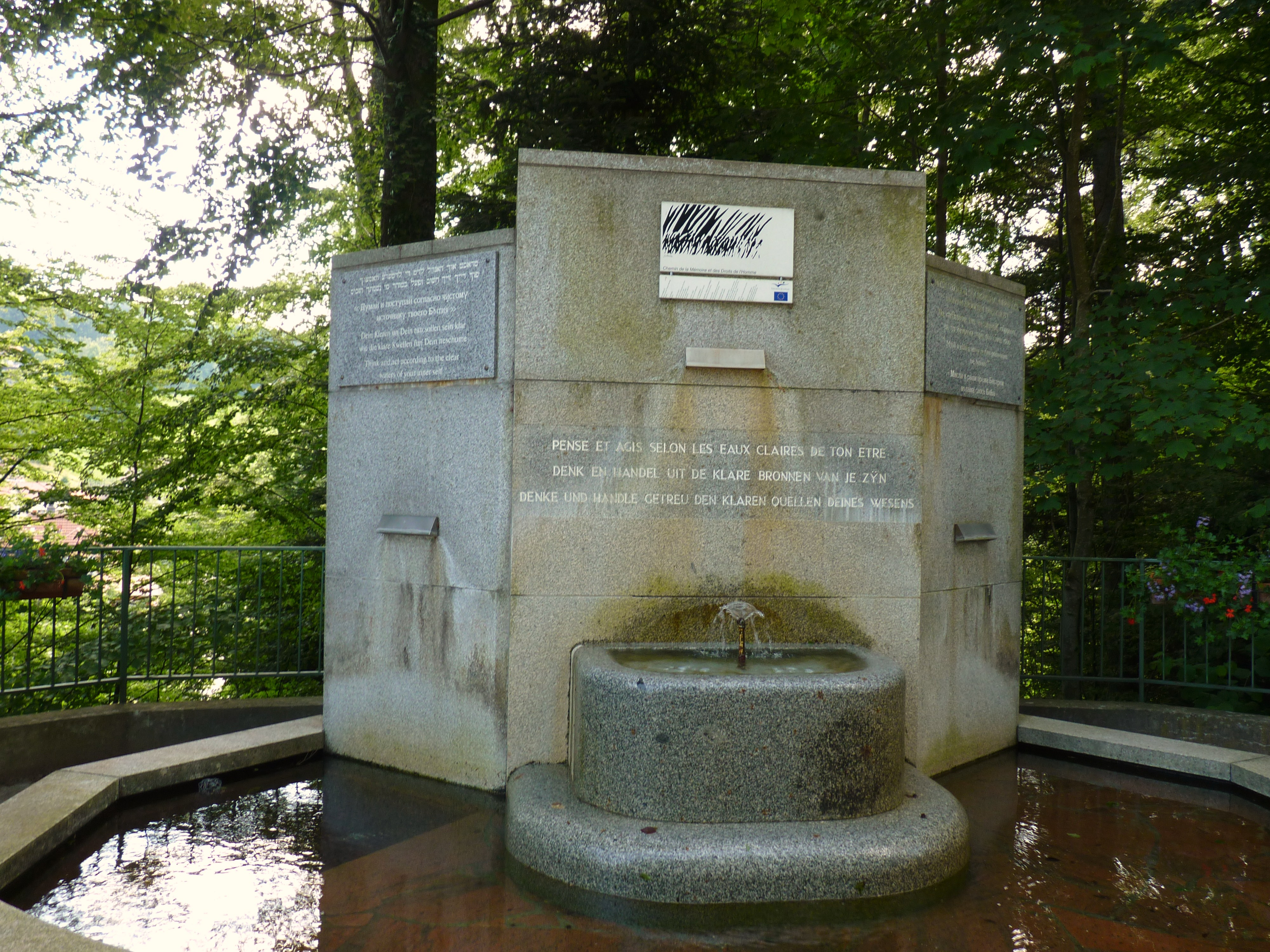
La fontaine Heidi-Hautval.

De nombreux artistes ont laissé leurs œuvres au Hohwald. Un certain nombre de sculptures peuvent ainsi être admirées dans le village. Il existe 15 sculptures disséminées dans le village, dont Les Quatre Pierres, œuvre d'Annette Bucher et Stephan Roher. Ces quatre pierres ont été sculptées dans le grès des Vosges et mis à la disposition de la commune du Hohwald.

#### Fontaine Heidi-Hautval
Ce monument érigé en l'honneur du docteur Marthe Adélaïde Hautval a été réalisé grâce à la participation de généreux donateurs. Il a été inauguré le 11 novembre 1991 en présence de personnalités et de membres de la famille Hautval. La construction de ce monument a donné l'idée de créer un « chemin de la mémoire et des droits de l'homme » reliant le camp du Struthof, distant de 14 km et le mémorial d'Alsace-Lorraine à Schirmeck ainsi que d'autres lieux de mémoire. Heidi Hautval est née au Hohwald le 1er janvier 1906. Elle a défendu les valeurs de l'éthique humaine devant l'adversité. Elle est décédée le 12 octobre 1988 à Groslay (Val-d'Oise). La façade de la fontaine est ornée d'une épitaphe rédigée en onze langues « Pense et agis selon les eaux claires de ton être ».

#### Le Grand Hôtel
Les hôtels et pensions se sont développées au Hohwald. En 1856, le premier hôtel est érigé par la veuve du garde forestier de l'ancienne métairie Dorothé Kuntz. Ce bâtiment est complété en 1872 par son fils Jean-Hippolyte Kuntz en construisant le Grand Hôtel. L'édifice accueillait beaucoup de touristes français et étrangers. Une maison de bains est notamment aménagée en 1890.
À son apogée, le Grand Hôtel est fréquenté par de hautes personnalités telles que les reines des Pays-Bas, Wilhelmine et Juliana, le prince Von Köller, le ministre du Royaume-Uni, Hoare Belisha, le maréchal Joffre, Anatole France, Édouard Schuré, les compositeurs Reynaldo Hahn et Marie Joseph Erb, le pianiste Gaston Paderrewski, etc. En 1930-1945, l'hôtel périclite lentement, pour fermer en 1990. Après une période creuse de quelques années, l'hôtel connaît une entière réfection en 2004 pour être ensuite confié à plusieurs gestions différentes. Il est à ce jour ouvert à tous.

#### La villa le Bois-Joli (1885)
Elle est au centre du village, et d'une grande esthétique. Cette villa été construite en 1885 par M. Schoop qui serait une copie d'une maison détruite par le feu à Andlau. Plusieurs personnalités ont séjourné dans cette villa, dont entre autres Lord Belisha, le ministre de la Guerre du Royaume-Uni, le général de Gaulle, etc.

### Patrimoine religieux

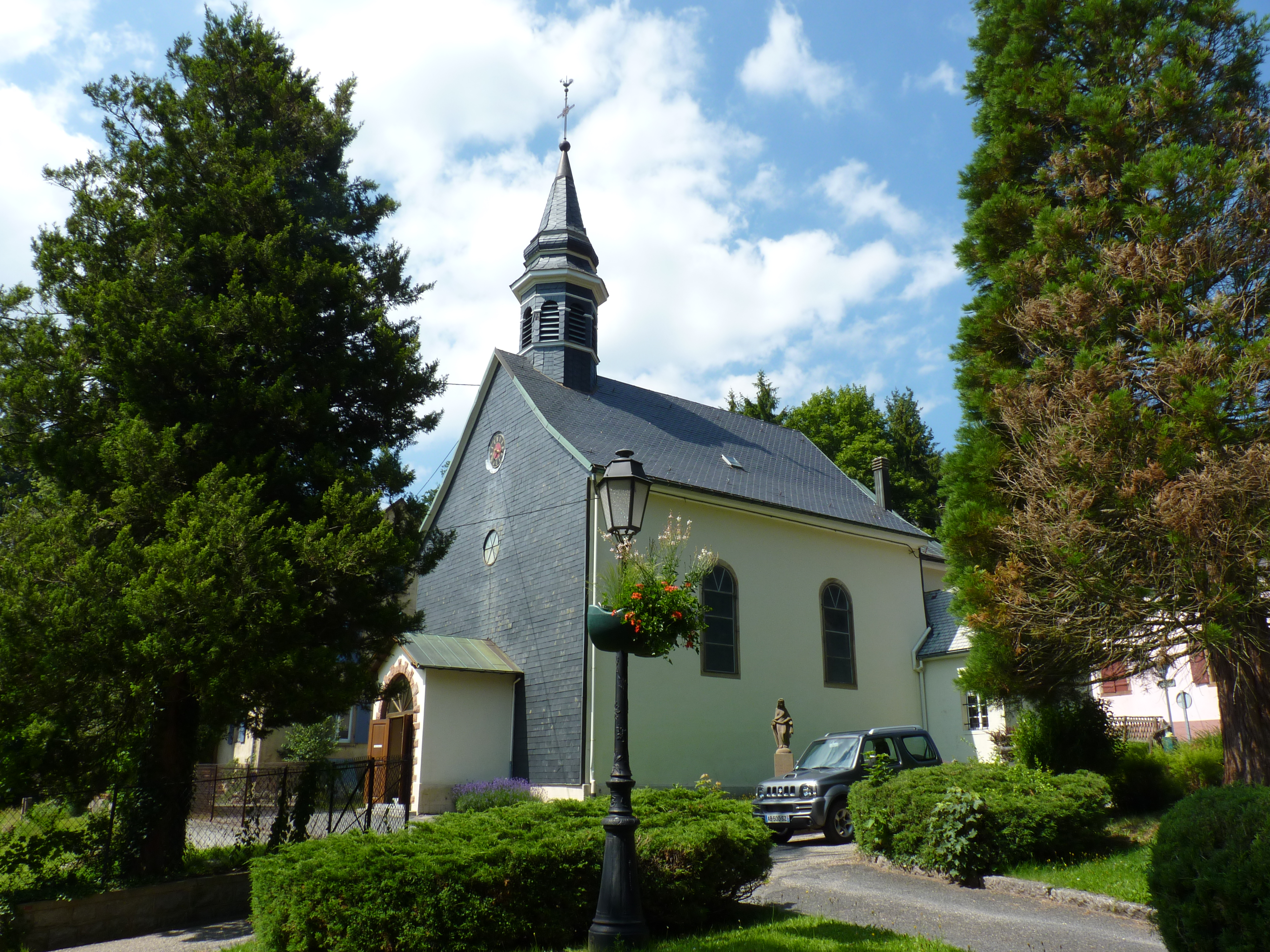
Église catholique Notre-Dame-de-la-Nativité.

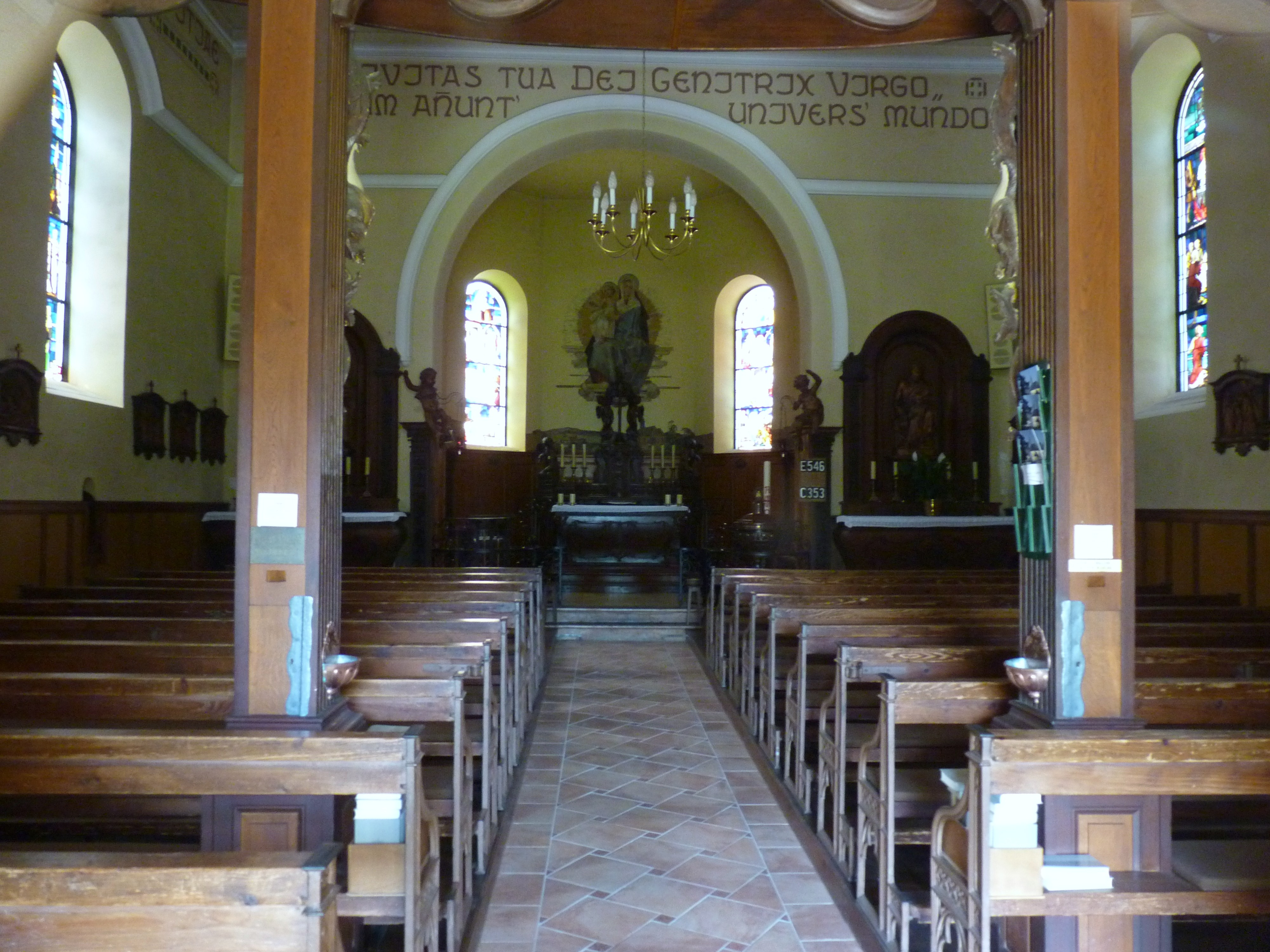
Intérieur de l'église catholique du Hohwald.

#### Église Notre-Dame-de-la-Nativité (1851)
C'est en 1850 que la paroisse catholique est fondée. Dédiée à Notre-Dame-de-la-Nativité, l'église est construite par l'architecte strasbourgeois Eugène Petiti. Le bâtiment de l’église abrite un certain nombre de mobiliers récupérés en divers endroits par le chanoine Schir nommé à la tête de la paroisse. À la fondation de la paroisse en 1851, le village comptait environ 250 catholiques et 370 protestants. Avec l'augmentation régulière du nombre d'habitants de religion catholique, un comité se mit en place pour faire construire une église. La ville de Strasbourg céda un terrain de 25 ares sur la rive gauche de l'Andlau. Une quête dans le village rapporta 14 000 francs auxquels il faut ajouter une subvention du préfet, environ 500 francs, et une loterie du même montant. L'évêque de Strasbourg attribua à la paroisse 225 francs, l'impératrice Eugénie 300 francs. Trois communes, Barr, Breitenbach et Erlenbach mirent à la disposition de la paroisse une somme de 900 francs. Les travaux commencèrent en février 1851 pour s'achever le 4 novembre de la même année. Le chanoine Schir inaugura l'église sous le nom de Notre-Dame de la Nativité. Le curé d'Andlau consacra les deux cloches, œuvres de Louis Edel de Strasbourg. En 1922 deux autres cloches furent ajoutées par Causard de Colmar. Le maître autel en chêne Louis XIV que l'on voit à l'église provient de l'abbaye cistérienne de Neubourg. À l'intérieur de l'église on peut admirer plusieurs fresques de René Kuder (1882-1962), par exemple au chœur Les Paysans du Hohwald et Les Bûcherons du Hohwald.

#### Temple protestant (1900)

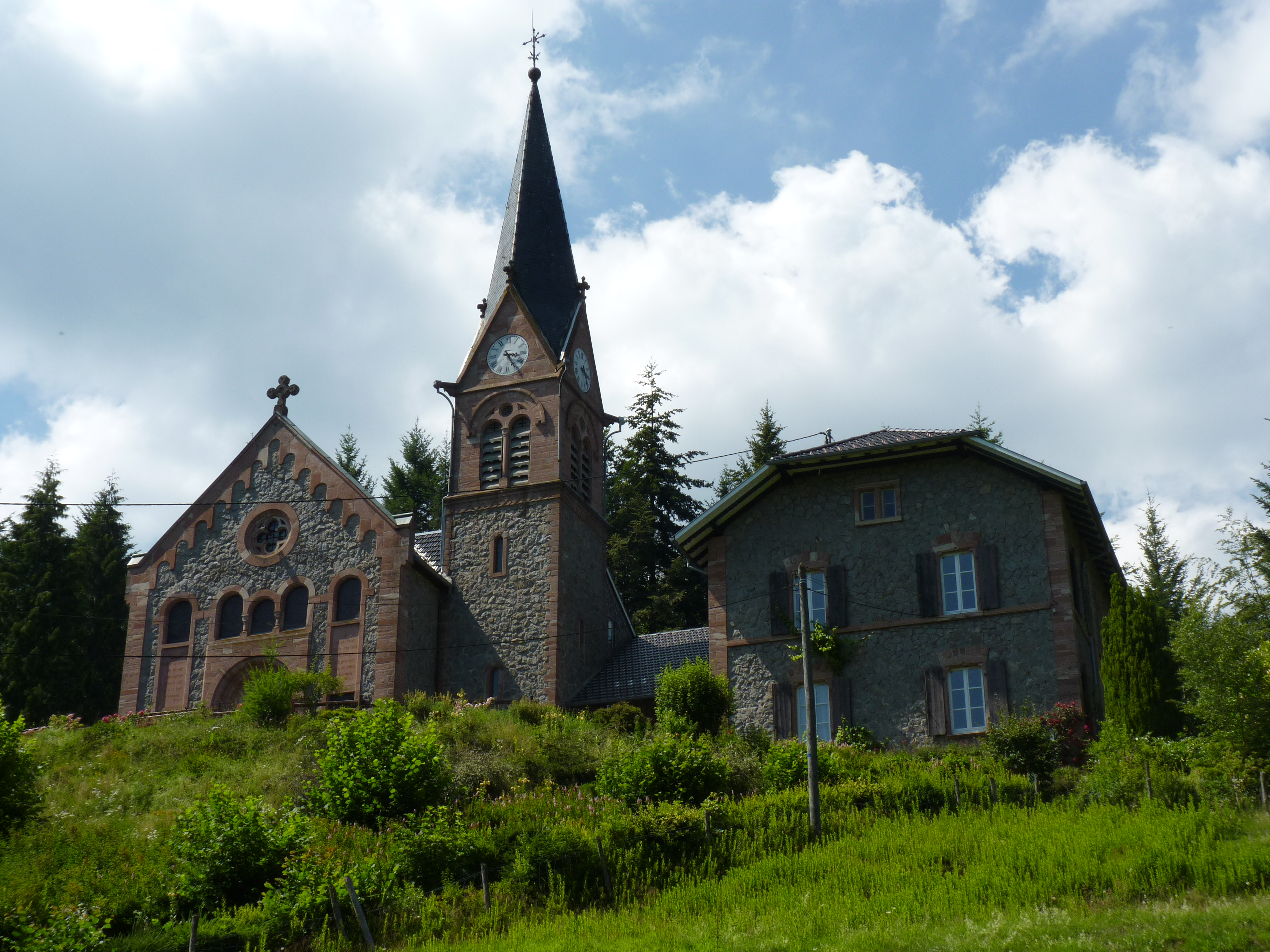
Le temple protestant et le presbytère.

La paroisse protestante est fondée le 6 mai 1830. Un premier bâtiment, transformé ensuite, est construit près du lieu-dit « la Neumelkerei ». Ensuite un second temple est érigé en pleine forêt, entre la Neumelkerei et la scierie. C'est en 1820 que fut évoquée pour la première fois l'intention d'ériger un temple protestant au Hohwald lors d'une réunion prise à cet effet par le consistoire de Strasbourg. Le gouvernement de l'époque exigea que la prise en charge des frais de construction du temple soit accompagnée par l'installation du presbytère et de l'école. Avant cette époque, le culte protestant dépendait du consistoire de Sainte-Marie-aux-Mines. Cependant, les pasteurs du Ban de la Roche avaient déjà pris l'habitude d'aller visiter les familles de rite protestant pour célébrer les mariages, les baptêmes et les enterrements. Le terrain acheté pour 500 francs, près du lieu appelé Lindehütte, abrita le bâtiment du futur temple dont la construction s’effectua entre 1833 et 1834 sous l'autorité de l'architecte Kühlmann. Un autre terrain acheté à la ville de Strasbourg permit d'agrandir le temple dès 1890. Les travaux durèrent une dizaine d'années pour s'achever le 23 septembre 1900. Depuis, les travaux d’embellissement et les réparations dues aux deux guerres n'ont cessé de se développer. Depuis sa création en 1834 et aujourd'hui, la paroisse protestante a été desservie par 30 pasteurs ou vicaires.

### Personnalités liées à la commune
- Émile Mathis (° 1880 - † 1956), pionnier de l'automobile et constructeur des automobiles Mathis.
- Docteur Adélaïde Hautval (° 1906 – † 1988), médecin français déportée dans les camps de concentration nazis.

### Héraldique
| Blason de Le Hohwald | Blason  | D'argent aux trois coupeaux de gueules, mouvant de la pointe, sommés chacun d'un sapin de sinople. |
| Blason de Le Hohwald | Détails | |

### Filmographie
- INA (1923) Film muet sur l'exploitation forestière en Alsace, travail de bûcheron dans les sapinières de Hohwald. Le bois débité est schlitté. Archives INA (8 min 29 s)